# 复兴号CR300BF型电力动车组
复兴号CR300BF型电力动车组，是中国高速铁路复兴号的车型之一，是中国国家铁路集团向中车长春轨道客车订购的高速铁路动车组。营运于中国铁路客运专线及高速铁路的中国标准电力动车组均命名为「复兴号」。

## 发展历程
CR300系列复兴号动车组（250km/h级）是自CR400系列（350km/h级）、CR200J系列（160km/h级）之后，复兴号动车组的第三个级别。

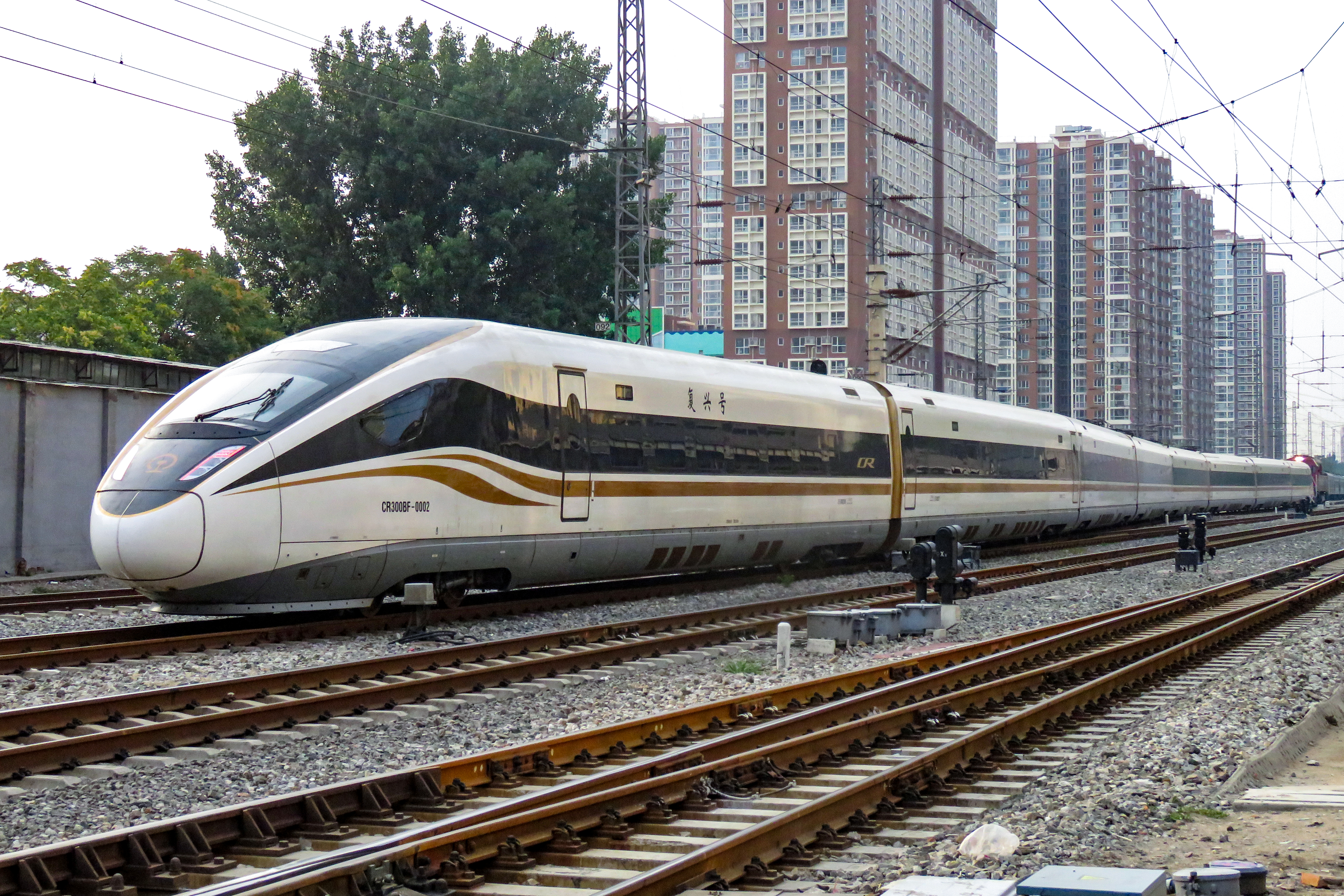
旧涂装CR300BF-0002

2018年初，CR300系列复兴号动车组开始设计评审，2018年9月末，CR300BF-0002样车制造完成下线。10月17日，0002样车无火回送至北京环铁试验中心进行测试。12月8日，0002号车回送至成都站。12月12日，0002号车开始在正处于联调联试期间的成贵客运专线乐山至兴文段进行测试运行。
2019年12月17日，國家鐵路局批准中車唐山量產CR300BF型動車組。
2020年5月，中國國鐵正式向中車下訂60列CR300BF，當中長客及唐山分別製造45列及15列。
2020年12月24日，CR300BF首次投入运营。由CR300BF担当的C3887次列车从南京南站始发，经沪宁城际铁路，连镇客运专线到达终点站赣榆站。

## 車輛構造

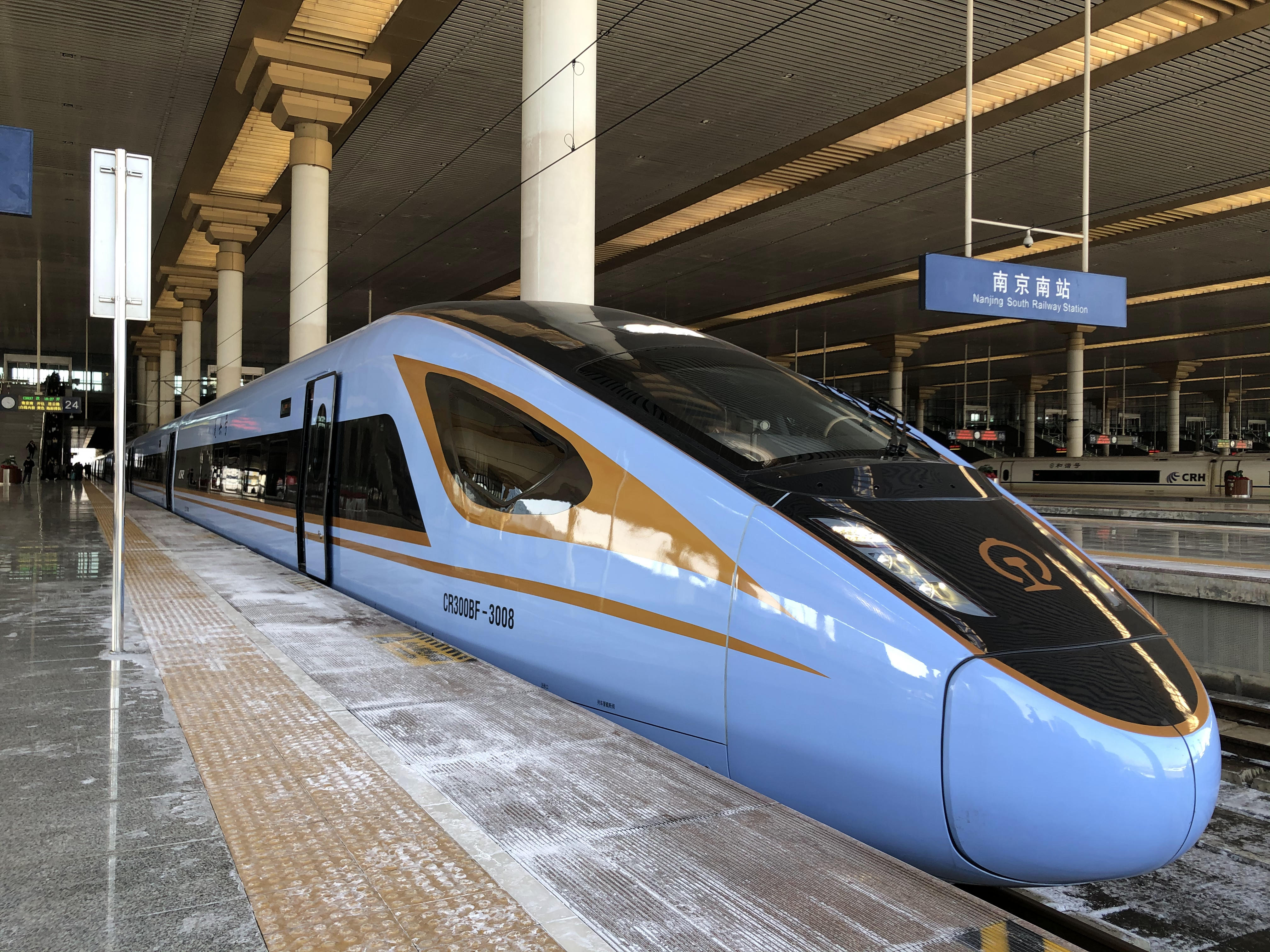
CR300BF-3008停靠于南京南站

### 外观
CR300BF复兴号动车组列车由中车长春轨道客车生产，采用4动4拖的8节编组。CR300BF首列试制车外观涂装与CR400BF型动车组一样采用了白色底色配金色色带的设计，但用上了不一樣的塗裝（略似飄帶狀），整体感觉更加富有动感，同时营造出了更有流线型的视觉感。在后续制造的车辆上，塗裝用上了相近CR400BF的塗裝、只是白色底色被改为天蓝色底色，与CR300AF的蓝色以及新干线E7系蓝色相似。

### 动力配置
CR300BF采用8辆编组，4动4拖的统一动力配置形式，由2个基本动力单元组成，其中02车、04车、05车、07车为动车，01、03、06、08车为拖车。

### 主要设备

#### 集电装置及供电系统
CR300BF型在3号和6号车厢设置受电弓，在正常运行时使用一个受电弓，重联运行则使用两个受电弓。

### 内部
CR300BF型动车组设有一等座车和二等座车，车内二等2人座椅宽度为991毫米，二等3人座椅宽度1480毫米，一等座椅宽度为1190毫米。二等3人座椅的两坐垫之间设置2个插座，每个插座面板集成1个三孔、1个两孔、1个USB口电源。此外，车内设置的垃圾箱根据垃圾分类原则，分为可回收垃圾和不可回收垃圾。全车安装高敏温度传感器控制智能空调，同时在每节车厢设有WiFi天线，可提供无线上网服务。

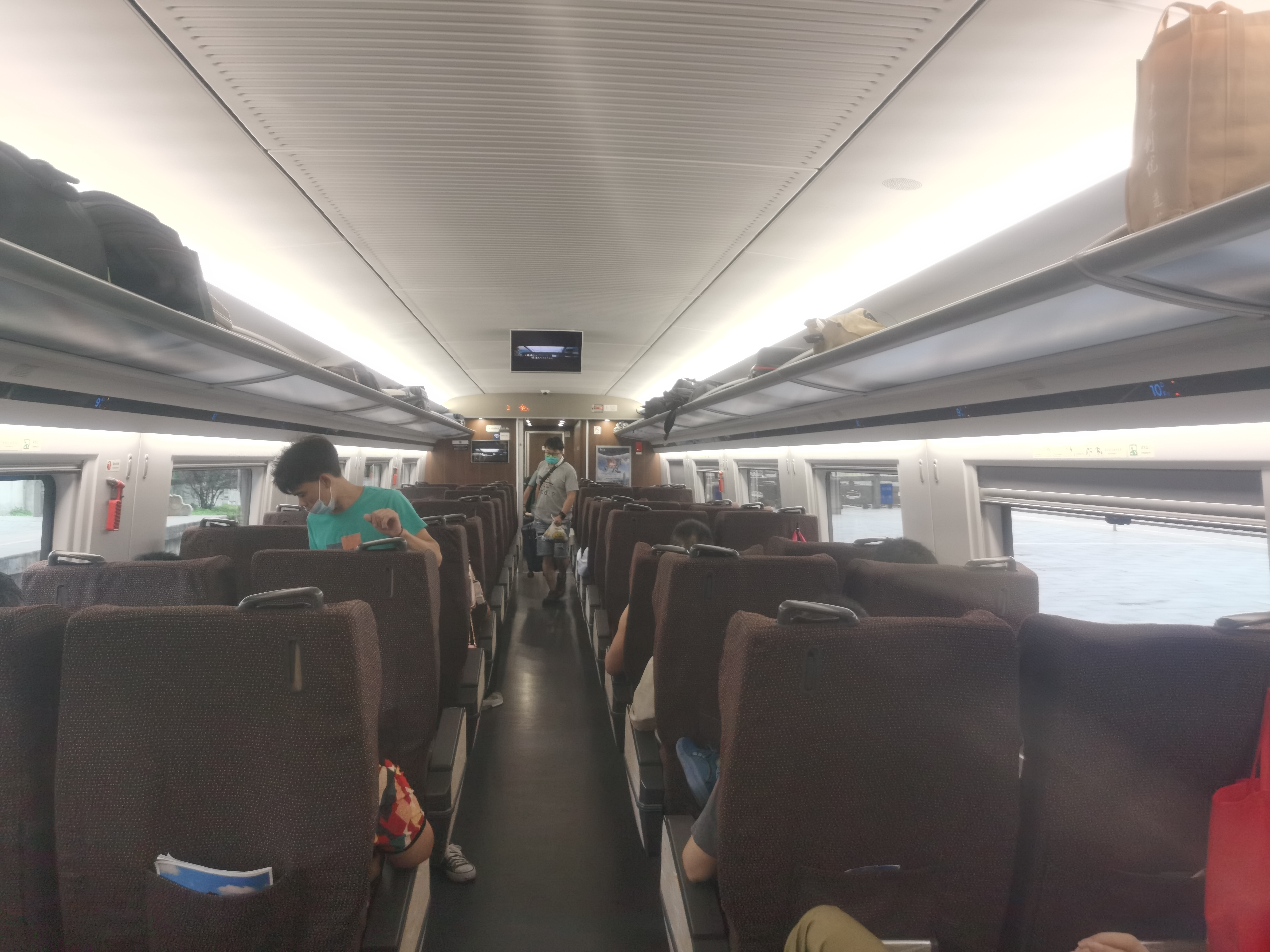
CR300BF一等座内部
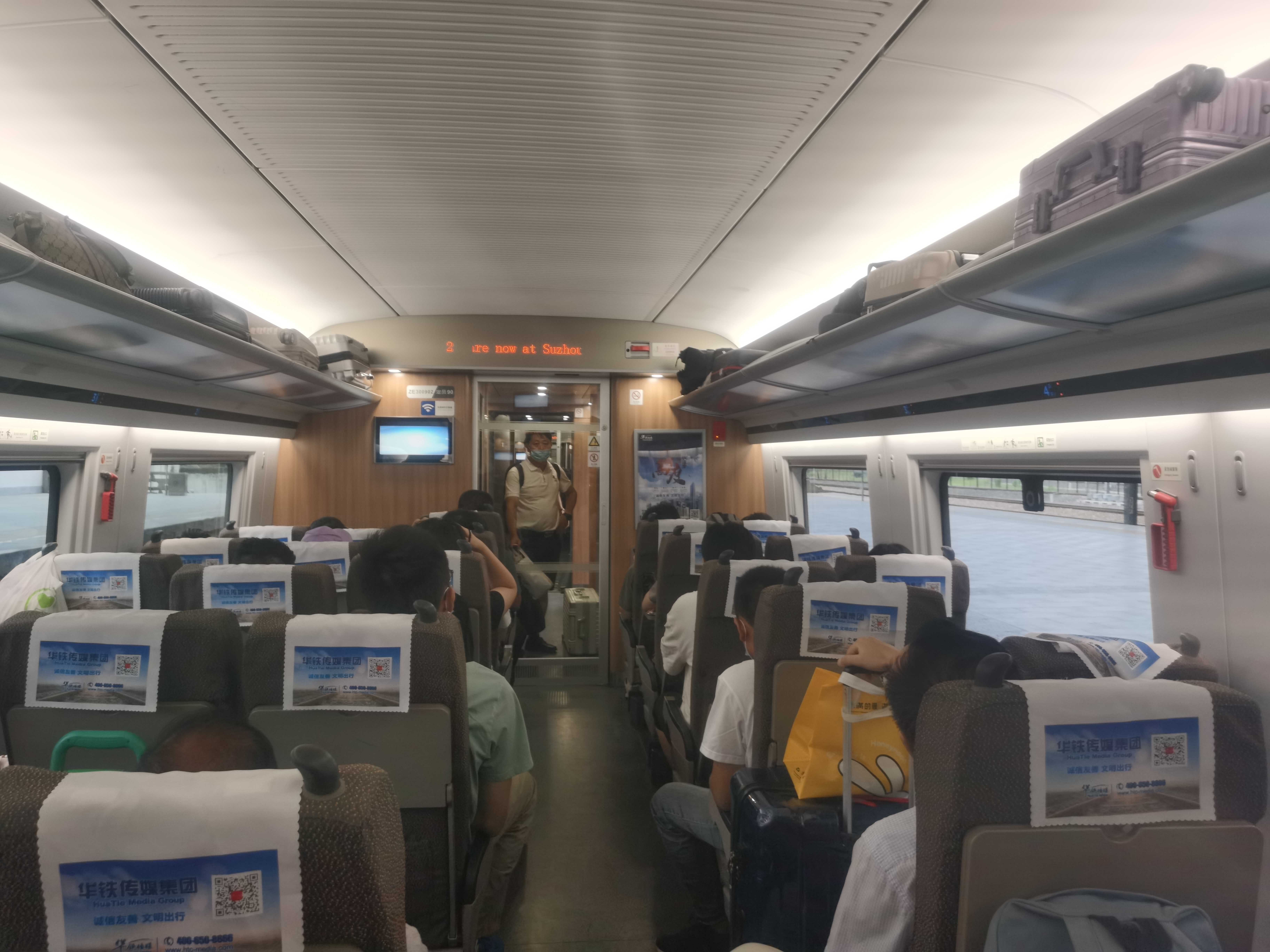
CR300BF二等座内部
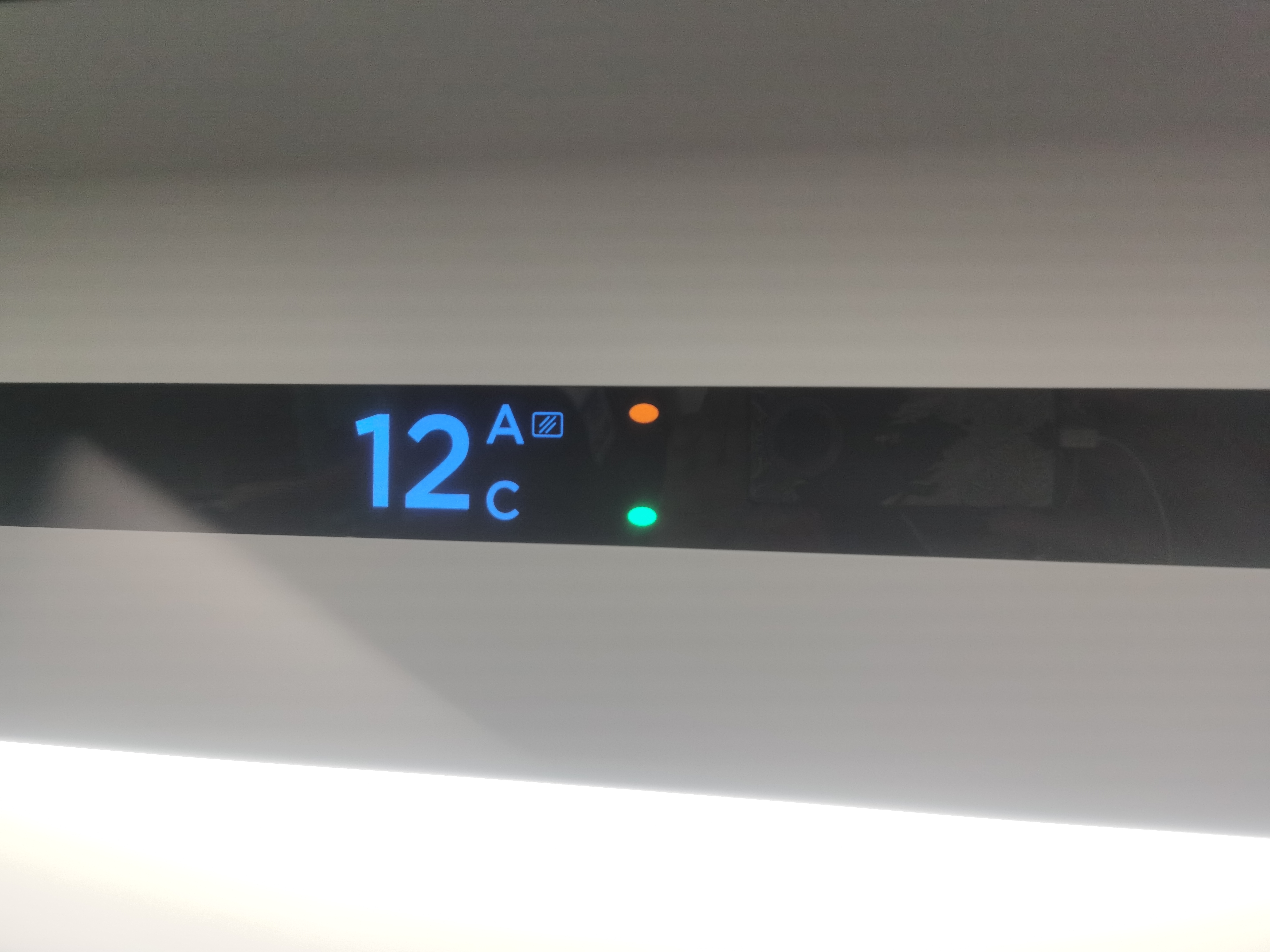
CR300BF的座位指示灯，可显示座位预定状态

## 配属概况

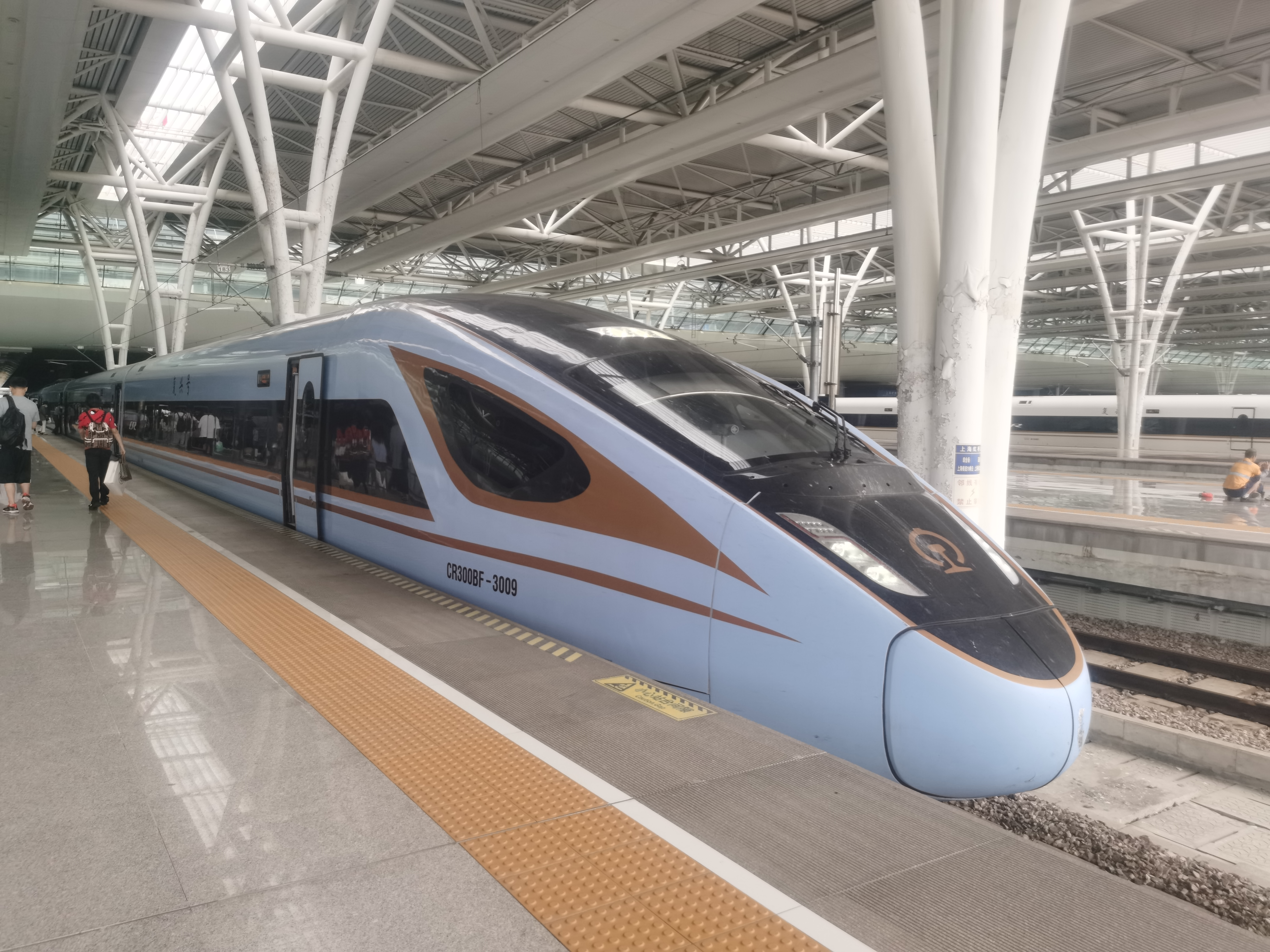
CR300BF-3009停靠于上海虹桥站

直至2021年1月，共有71列复兴号CR300BF型动车组列车已出厂。
- 车号0002、0005、0006，为样板车
- 车号3xxx，为唐山轨道客车制造的量产车
- 车号5xxx，为长春轨道客车制造的量产车

| 配属       | 数量 | 动车组编号                                                                           | 运用所 | 备注                     |
| ---------- | ---- | ------------------------------------------------------------------------------------ | ------ | ------------------------ |
| CR300BF    |      |                                                                                      |        |                          |
| 西安局集团 | 41   | 0002、0005、0006、 3001～3009、3014～3023、 5014～5016、5023～5034、5037、5040～5042 | 西安北 | 0002、0005、0006为样板车 |
| 兰州局集团 | 7    | 3010～3013、3024～3026                                                               | 銀川   |                          |
| 上海局集团 | 15   | 5001～5013、5035、5036                                                               | 南京南 |                          |
| 郑州局集团 | 8    | 5017～5022、5038、5039                                                               | 郑州东 |                          |

## 列车编组
车厢型号
- ZY：一等座车（First Class Coach）
- ZE：二等座车（Second Class Coach）
- ZEC：二等座车／餐车（Second Class Coach／Dining Car）

英文字母意思
- Z：Zuo（拼音），座，座车
- Y：Yi（拼音），一，一等
- E：Er（拼音），二，二等
- C／CA：Can（拼音），餐，餐车

### CR300BF
| 车厢号   | 1                      | 2         | 3                    | 4         | 5             | 6                    | 7         | 8                      |
| 车型     | 一等座车               | 二等座车  | 二等座车             | 二等座车  | 二等座车/餐车 | 二等座车             | 二等座车  | 二等座车               |
| 车辆编号 | CR300BF-xxxx ZY xxxx01 | ZE xxxx02 | ZE xxxx03            | ZE xxxx04 | ZEC xxxx05    | ZE xxxx06            | ZE xxxx07 | CR300BF-xxxx ZE xxxx00 |
| 定员     | 48                     | 90        | 90                   | 77        | 63            | 90                   | 90        | 65                     |
| 动力配置 | 拖车 带驾驶室（Tc）    | 动车（M） | 拖车，带受电弓（Tp） | 动车（M） | 动车（M）     | 拖车，带受电弓（Tp） | 动车（M） | 拖车 带驾驶室（Tc）    |
| 动力单元 | 单元1                  | 单元1     | 单元1                | 单元1     | 单元2         | 单元2                | 单元2     | 单元2                  |

- 列车编号（0002、0006）。